# Prêmio Weizmann de Mulheres na Ciência
O Prêmio Weizmann de Mulheres na Ciência (em inglês:  Weizmann Women & Science Award) é um prêmio bianual estabelecido em 1994 em reconhecimento a mulheres cientistas dos Estados Unidos que realizaram contribuições para a comunidade científica. O objetivo do prêmio, que inclui um valor monetário de US$ 25 000, é a promoção das mulheres na ciência, e fornecer um papel modelo sólido para motivar e encorajar a jovem geração de mulheres cientistas.

## Recipientes
- 1994 Joan A. Steitz
- 1996 Vera Rubin
- 1998 Jacqueline Barton
- 2000 Carla Shatz
- 2000 Mildred Dresselhaus
- 2002 Susan Solomon
- 2004 May Berenbaum
- 2006 Mary-Claire King
- 2008 Elizabeth Blackburn
- 2011 Catherine Bréchignac
- 2013 Susan Margaret Gasser
- 2015 Barbara Liskov
- 2017 Ursula Keller e Naomi Halas
- 2019 Mina Bissell e Nieng Yan